# میدوی گیمز
میدوی گیمز (به انگلیسی: Midway Games) یک شرکت توسعه‌دهنده بازی‌های ویدئویی واقع در شیکاگو، آمریکا بود. میدوی سازندهٔ عنوان‌های شناخته شده‌ای شامل مورتال کامبت و میس پک-من بود. این شرکت با وجود تمام تلاش‌هایی که دست‌اندرکاران آن انجام دادند در سال ۲۰۰۹ منحل شد.